# Венгельсдорф
Венгельсдорф (нем. Wengelsdorf) — деревня в Германии, в земле Саксония-Анхальт. Входит в состав города Вайсенфельс.
Население составляет 963 человек. Занимает площадь 5,89 км².
Венгельсдорф ранее имела статус коммуны. Помимо деревни Венгельсдорф в её состав входили населённые пункты Краслау и Ляйна. 1 сентября 2010 года деревня Венгельсдорф была включена в состав города Вайсенфельс. Последним бургомистром коммуны была Зибилле Райдер.